# 警部補・碓氷弘一
『警部補・碓氷弘一』（けいぶほ・うすいこういち）は、今野敏による日本の警察小説のシリーズ。

## 書籍情報
- 触発（1996年9月 中央公論社 / 1998年10月 C★NOVELS / 2001年4月 中公文庫 / 2016年5月 中公文庫【新装版】）
- アキハバラ（1999年4月 中央公論社 / 2001年11月 C★NOVELS / 2004年2月 中公文庫 / 2016年5月 中公文庫【新装版】）
- パラレル（2004年2月 中央公論新社 / 2006年5月 中公文庫 / 2016年5月 中公文庫【新装版】）
- エチュード（2010年11月 中央公論新社 / 2012年11月 C★NOVELS / 2013年12月 中公文庫）
- ペトロ (2012年4月 中央公論新社 / 2015年1月 中公文庫)
- マインド（2015年5月 中央公論新社 / 2018年5月 中公文庫)

## テレビドラマ
テレビ朝日にて、2017年4月9日、「ドラマスペシャル 警部補・碓氷弘一 〜殺しのエチュード〜」のタイトルでテレビドラマ化された。主演はユースケ・サンタマリア。
2018年11月25日、第2弾「警部補・碓氷弘一 〜マインド〜」放送。

### キャスト

#### 主人公と相棒
碓氷弘一
演 - ユースケ・サンタマリア
経歴：警視庁捜査一課第5係
→ 警視庁総務部装備課主任（第1作）
→ 警視庁捜査一課第5係（第2作）
捜査一課の刑事だったが、別居した妻子との生活を取り戻すため自ら装備課へ異動する。第2作は捜査一課に復帰している。
藤森紗英
演 - 相武紗季
第1作の碓氷の相棒。科学警察研究所の研究員。プロファイリングの専門家。
篠宮梓
演 - 志田未来（第2作）
第2作の碓氷の相棒。科学警察研究所の研究員。紗英の後輩。

#### 警視庁捜査一課第5係
高木隆一
演 - 滝藤賢一
刑事。碓氷の同期。
梨田洋太郎
演 - 三浦貴大
刑事。碓氷の後輩。ニックネームは「洋梨」。
嶋田健治
演 - 八城嵩司
刑事。
神尾誠
演 - 平原テツ
刑事。
鈴木滋
演 - 佐野史郎
係長。碓氷の直属の上司。

#### その他
斑目悠希
演 - 野口かおる
警視庁サイバー犯罪対策課。
碓氷春菜
演 - 畑芽育
碓氷と喜子の娘。ピアノを習っているが、やめようと思っている（第2作）。
碓氷喜子
演 - 紺野まひる
碓氷の妻。第1作の1年前から碓氷と別居しているが、第2作ではよりを戻し家族3人で暮らしている。

#### ゲスト
第1作「殺しのエチュード」（2017年）
- 野間恭平（相田千華子の殺害容疑で現行犯逮捕された男・金融系の会社員） - 渋谷謙人
- 大竹優太（偽の「福井一馬」） - 佐藤祐基
- 緒方圭一郎（高峰・斎藤法律事務所 弁護士） - 三上市朗
- 石狩貢（今村真波の殺害容疑で現行犯逮捕された男・自営業） - 五十嵐健人
- 田丸弓子（3年前の女子高生時代に電車内で痴漢被害に遭った女性） - 藤村聖子
- 桐山咲枝（桐山渉の母） - 立石涼子
- 稲村奈津美（警視庁総務部装備課・碓氷の部下） - 恒吉梨絵
- 吉岡舞子（警視庁総務部装備課・碓氷の部下） - 田中日奈子
- 青柳（警視庁品川中央警察署 刑事） - 北山雅康
- 千原隆行（警視庁鉄道警察隊品川分駐所） - やべけんじ
- 今村真波（第1の通り魔事件の被害者・会社員） - 末岡いずみ
- 相田千華子（第2の通り魔事件の被害者・会社員） - 藤嶋美伶
- 堂林武志（石狩貢を現行犯逮捕した巡査・ロックバンド「HAKUBI」のライブの交通整理担当） - 大迫一平
- 今村公恵（真波と千尋の母） - 唐木ちえみ
- 第2の通り魔事件の目撃者 - 加瀬信行、飛坂光輝、加藤葵
- 今村千尋（真波の姉） - 富岡英里子
- 島崎（相田千華子の恋人） - 石川裕太
- 定食屋店員 - 広川キク
- 記者 - 山本修夢
- 警視庁幹部 - 神崎孝一郎
- 警視庁品川中央警察署 警察官 - 大神拓哉
- アナウンサー - 竹内義貴
- 木佐貫に刃物で襲いかかった男 - 藤田清二
- 木佐貫の秘書 - 内藤典彦
- リポーター - 間宮久美子
- 西川周作（警視庁参事官） - 羽場裕一
- 福井一馬（独居老人） - 元木雁二朗
- 木佐貫保（野間恭平の叔父・衆議院議員） - 中丸新将
- 桐山渉（3年前の痴漢被疑者・元音大准教授） - 窪塚俊介

第2作「マインド」（2018年）
- 佐原順一（平成新宿エステート 元社員・峰村殺害の被疑者） - 中村元気
- 石田葉子（東都医科大学病院 臨床心理士・奈緒子の元同僚） - 阿南敦子
- 加藤美穂（育児ママ） - 須藤温子
- 沢登拓海 - 諫早幸作
- 飯村優人 - 梶原颯
- 優人の父 - 宮田博一
- 優人の母 - 松野果音
- 白井稔（私立葉北高等学校 3年生・増本殺害の被疑者） - 伊能佑之介
- カッターナイフで襲った女 - まりゑ
- リポーター - 金本美紀
- ストーカー - 右代谷勝好
- 沢登に襲われそうになった女 - 佐々木茜
- カッターナイフで襲われた男 - 仗桐安
- ストーカーされる女 - 松菜乃子
- 峰村竜彦（平成新宿エステート 課長・10月3日の午後11時頃に刃物で刺殺） - 畠中正文
- 水沢瞳（心療内科「ラメールメンタルクリニック」院長） - 小雪
- 水沢奈緒子（心療内科「ラメールメンタルクリニック」受付・瞳の妹） - 中村ゆり
- 津本常典（心療内科「ラメールメンタルクリニック」理事・IT系企業「カレントアクティブコーポレーション」社長・瞳の恋人） - 北村有起哉
- 設楽（警視庁刑事） - 加藤慎吾
- 増本力也（私立葉北高等学校 体育教師・10月3日の午後11時頃に金属バットで撲殺） - J.K.Goodman
- 瀬川一巳（渋谷東警察署地域課 巡査・10月3日の午後11時頃に拳銃自殺） - 蒼井遼
- 原田悟（中学3年生・10月3日の午後11時頃に自宅マンションから飛び降り自殺） - 前田一誠
- 女性警察官 - 伊藤美緒
- 美穂の子供 - 榎本晄
- 田端守雄（警視庁捜査一課長） - 石丸謙二郎

### スタッフ
- 原作 - 今野敏
- 脚本 - 池上純哉、香坂隆史
- 監督 - 波多野貴文
- 警察監修 - 倉科孝靖
- 法律監修 - 平岡敦
- 音楽担当 - デイブレイクワークス
- ピアノ監修 - 白川優希
- アクションコーディネーター - 大道寺俊典（第1作）、KEIZO（第2作）
- CG - マリンポスト
- 技術協力 - アップサイド
- 美術協力 - テレビ朝日クリエイト
- ゼネラルプロデューサー - 黒田徹也（テレビ朝日 / 第2作）
- プロデューサー - 大江達樹（テレビ朝日）、太田雅晴（5年D組）、里内英司（5年D組 / 第2作）
- 企画協力 - 黒田仁子（今野敏事務所）
- 制作協力 - 5年D組
- 制作著作 - テレビ朝日

### 放送日程
| 話数 | 放送日         | サブタイトル     | 原作           | 脚本     | 監督       |
| ---- | -------------- | ---------------- | -------------- | -------- | ---------- |
| 1    | 2017年04月09日 | 殺しのエチュード | 「エチュード」 | 池上純哉 | 波多野貴文 |
| 2    | 2018年11月25日 | マインド         | 「マインド」   | 香坂隆史 | 波多野貴文 |